# Mangiati vivi!
Mangiati vivi! è un film del 1980, diretto da Umberto Lenzi con protagonista Janet Agren.

## Trama
New York. La città viene sconvolta da una serie di omicidi effettuati mediante dardi intinti nel veleno di cobra. In seguito ad un incidente stradale, nel quale l'assassino trova la morte, la polizia locale rinviene una pellicola appartenente a Diana Morris. Le autorità convocano, quindi, la sorella della donna, Sheila Morris, nella speranza di ricavare qualche indizio sull'intricata vicenda.
Sheila stessa, preoccupata sulle sorti della sorella di cui da lungo tempo non ha notizie, si mette segretamente alla sua ricerca.
L'analisi del video sembra portare ad una comunità religiosa newyorkese chiamata Setta della purificazione che, sotto gli ordini del santone Melvyn Jonas, ha costituito un villaggio nella giungla della Nuova Guinea. In questo luogo, già da qualche mese, l'intera setta era stata convinta ad insediarsi per rinnegare la civiltà occidentale e tornare alle origini, noncurante dei pericoli dell'ambiente ostile e delle locali tribù di cannibali.
Giunta sul luogo, Sheila ingaggia Mark Butker, un disertore fuggitivo dal Vietnam da tempo trasferitosi in quella località sperduta. Sheila chiede a Mark di farle da guida. Dopo aver superato mille pericoli i due raggiungono il Villaggio della purificazione dove finalmente incontrano Diana Morris. Il reverendo Jonas si rivela essere dedito alle peggiori pratiche sadiche e manipolatrici, ostacolando in ogni modo la dipartita dei suoi seguaci, i quali appaiono succubi alle sue volontà.
Da New York, nel frattempo, giungono diversi soccorsi via elicottero. Alla vista di tali soccorsi, Jonas, convince l'intera setta al suicidio di massa. Tra suicidi, omicidi e cannibalismo solo Mark e Sheila sopravviveranno, mentre Jonas riesce a far perdere le sue tracce.
Sheila Morris, un tempo benestante, scopre di essere ridotta sul lastrico a causa della donazione dell'intero patrimonio familiare a favore di Jonas, effettuata dalla sorella Diana.

## Produzione
La pellicola riporta Umberto Lenzi al genere cannibal, da lui inaugurato nel 1972 con Il paese del sesso selvaggio. Qui riprende i temi di quel film, con più cannibalismo e riutilizzo di alcune sequenze, come quelle dell'attacco dei cannibali ad una coppia di indigeni che stanno mangiando sulla riva di un fiume, e quella in cui gli indigeni avvelenano la punta delle loro frecce con il siero estratto da un cobra. Il film è liberamente ispirato ad un fatto realmente accaduto ovvero il massacro e suicidio di massa avvenuto a Jonestown (Guyana) il 18 novembre 1978 ad opera del predicatore Jim Jones e della sua setta, il Tempio del popolo.
Nel film ci sono varie scene "riciclate" da altre pellicole appartenenti al genere, ad esempio viene estrapolata l'unica scena si cannibalismo de il paese del sesso selvaggio, quella dell'evirazione è presa dal film La montagna del dio cannibale mentre quella dello squartamento di Me Me Lay è la stessa di Ultimo mondo cannibale.